# (3274) Maillen
(3274) Maillen – planetoida z pasa głównego asteroid okrążająca Słońce w ciągu 5 lat i 214 dni w średniej odległości 3,15 j.a. Została odkryta 23 sierpnia 1981 roku w Obserwatorium La Silla przez Henriego Debehogne. Nazwa planetoidy pochodzi od Maillen, wioski w Walonii, miejsca urodzenia odkrywcy. Przed nadaniem nazwy planetoida nosiła oznaczenie tymczasowe (3274) 1981 QO2.